# Oncideres mirim
Oncideres mirim är en skalbaggsart som beskrevs av Martins och Maria Helena M. Galileo 1996. Oncideres mirim ingår i släktet Oncideres och familjen långhorningar. Inga underarter finns listade i Catalogue of Life.